# 鱉溪瀑布群
鱉溪瀑布群，又稱中溝瀑布群，位於花蓮縣富里鄉，秀姑巒溪支流鱉溪流域的瀑布群，包含4座瀑布。分別為「石厝溝瀑布」、「中溝瀑布」、「女鬼瀑布」及「二抱竹瀑布」。其中「二抱竹瀑布」為瀑布群中規模最大的瀑布，於 台23線
富東公路向東朝新港山方向即可遠眺瀑布。

## 瀑布列表
- 石厝溝瀑布：位於鱉溪支流石厝溝支流之上，瀑布標高約530公尺至480公尺，落差約50公尺。
- 中溝瀑布：位於鱉溪支流中溝之上，分上、下二瀑，下瀑為一連續跌宕的多階連瀑，瀑布標高約610公尺至360公尺，落差約150公尺，為瀑布群中最容易接近的，步道可直接抵達瀑布底部。上瀑位於下瀑上游約100公尺，為落差約50公尺的直瀉型瀑布，由於地形遮蔽，於平地處無法看見瀑布。
- 女鬼瀑布：位於中溝左岸支流上，瀑布標高約430公尺至380公尺，分上、下兩層，落差約50公尺。因瀑布的上段細長，但是下段卻是散開來的，宛如女子的髮絲般，加上瀑布的崖壁因受到水的長期侵蝕而呈現黑色，彷彿女鬼隨時就會出現的陰森之感而得名。
- 二抱竹瀑布：位於鱉溪上游，為一連續跌宕多階連瀑，瀑布標高約710公尺至410公尺，總落差約300公尺，為瀑布群中規模最大的瀑布。[注 1]

## 解
1. ↑  根據《臺灣通用電子地圖【NLSC】》、《臺灣通用正射影像【NLSC】》對照。